# Анодирование

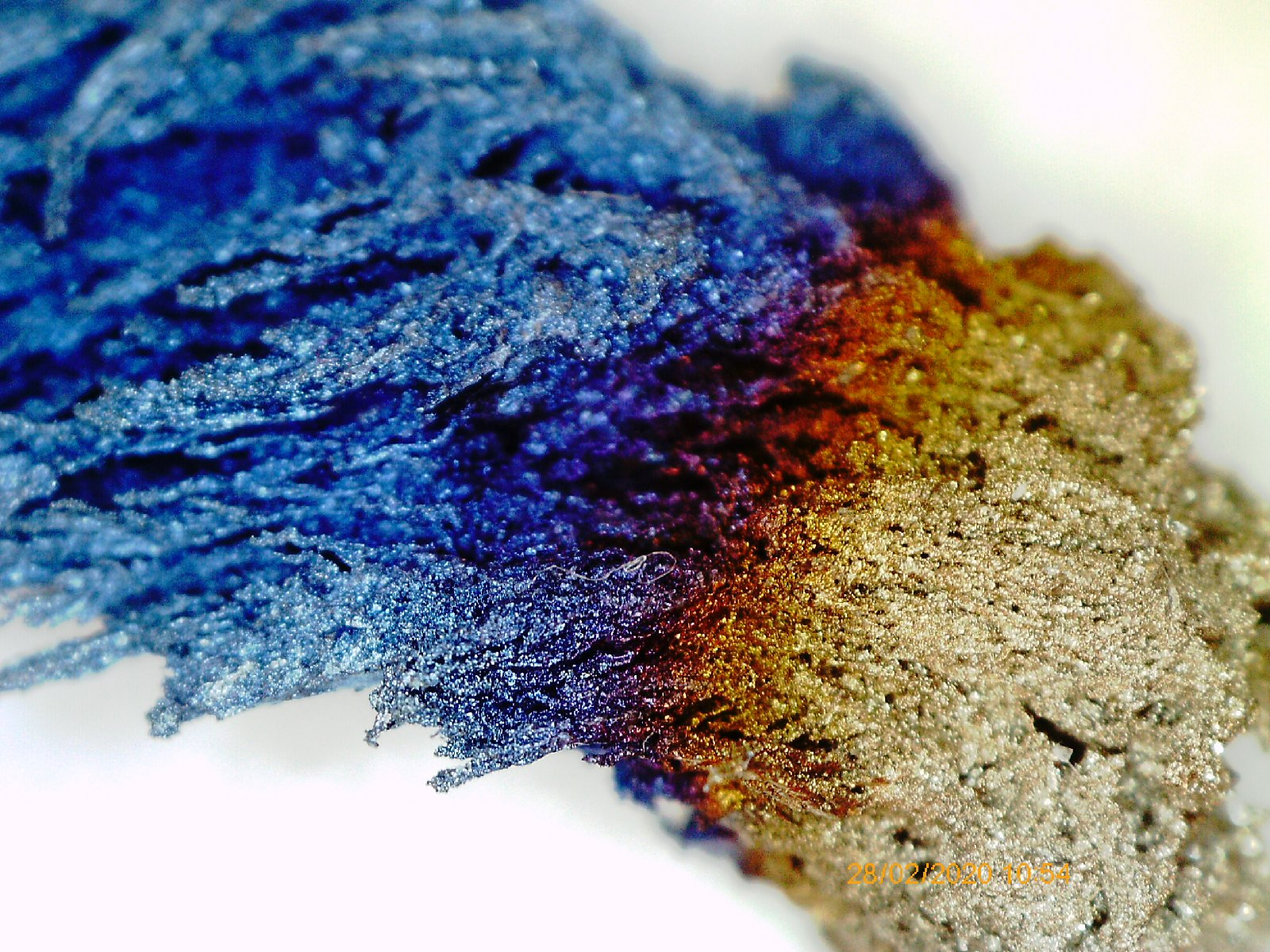
Анодированный титан

Анодирование (синонимы: анодное оксидирование, анодное окисление) — процесс создания оксидной плёнки на поверхности некоторых металлов и сплавов путём их анодной поляризации в проводящей среде. Существуют различные виды анодирования, в том числе электрохимическое анодирование — процесс получения оксидного покрытия на поверхности различных металлов (Al, Mg, Ti, Ta, Zr, Hf и др.) и сплавов (алюминиевых, магниевых, титановых) в среде электролита, водного или неводного.
Например, при анодировании алюминиевых сплавов деталь погружают в кислый электролит (водный раствор H2SO4) и соединяют с положительным полюсом источника тока. Однако, сильно упрощённые представления о том, что выделяющийся при этом кислород взаимодействует с алюминием, образуя на его поверхности оксидную плёнку — мало соответствуют реальному механизму электрохимического анодирования.
Созданные в результате анодирования анодные оксидные плёнки (АОП) могут иметь различное назначение, например, представлять собой защитные, декоративные покрытия. АОП служат также диэлектриком в оксидных (электролитических) конденсаторах.

## Анодирование алюминия

Электрохимическое анодирование

Анодные плёнки в зависимости от их назначения делят на 3 группы:
1. Тонкие барьерные пленки толщиной (0,1-1 мкм) формируются в электролитах, не растворяющих оксид, и находят применение при изготовлении электроизоляционных материалов.
2. Плёнки средней толщины (1—50 мкм) , используются для защиты сплавов алюминия от коррозии и при декоративной отделке изделий.
3. Толстые плёнки (50—300 мкм) применяются для защиты поверхности от износа и истирания.

Анодная плёнка состоит из примыкающего к металлу тонкого барьерного слоя, и пористого наружного слоя. Толщина барьерного слоя определяется напряжением процесса, и при этом не зависит от плотности тока, слабо уменьшается с температурой, и несколько меняется при переходе от одного электролита к другому. Предельная толщина барьерного слоя 1,4 нм/В на чистом алюминии, на сплавах отличается. Для получения толстых плёнок анодирование проводят при охлаждении электролита до 0—5 °C.
Наибольшее распространение для анодирования алюминиевых деталей получил сернокислый процесс. Алюминиевую деталь и свинцовый катод помещают в охлаждаемую ванну с раствором серной кислоты (плотность 1 200—1 300 г/л). Процесс протекает при плотностях тока 10—50 мА/см² детали (требуемое напряжение источника до 50—100 В). Температура электролита ключевым образом влияет на качество и естественный цвет оксидной плёнки и поддерживается в диапазоне −20 до +20 °C. Оксидная плёнка при повышенных температурах бесцветная, тонкая и рыхлая, что позволяет окрашивать её практически любыми красителями. Пониженные температуры позволяют получить толстые плотные оксидные плёнки с естественной окраской (как правило золотистых оттенков). При получении описанным способом анодный оксид алюминия получается пористым, поэтому после анодирования часто применяют дополнительные методы обработки с целью закупорить поры. Обычно деталь длительно обрабатывают паром или кипятят в воде.
Донорами кислорода в процессе анодного окисления алюминия выступают все кислородсодержащие ионы раствора: SO4, HSO4, PO43, CrO4, C2O4, CO3, OH и другие, в том числе молекулы воды.
Качественно анодированные детали считаются хорошими изоляторами для напряжений до 100 В, при условии целостности оксидной плёнки, которая относительно нестойкая по отношению к грубым механическим воздействиям, к примеру, она может быть легко поцарапана острым металлическим предметом.

## Анодирование магния
Магний и его сплавы обладают низкой коррозионной стойкостью, поэтому их защищают анодными пленками оксида магния. Используются растворы, состоящие из бихромата или перманганата, хромового ангидрида или фторида и гидроксида натрия. Температура анодирования 20-80 °C в зависимости от электролита, продолжительность 20-45 минут. Толщина плёнки составляет 5-25 мкм.

## Анодирование меди
Электрохимическое оксидирование меди применяется в приборостроении и для декоративных целей. Электролиты содержат NaOH,  для фосфористых бронз дополнительно вводят бихромат калия и молибдат аммония. 

## Анодирование титана
Электролиты для анодирования титана содержат серную кислоту с добавками для получения плёнок различной толщины. Активация титана электролитом на основе винной кислоты и фтористого натрия перед оксидированием существенно повышает качество оксидных пленок и их функциональные свойства. Этот электролит обладает выравнивающими и полирующими свойствами, может применяться для снятия оксидноуглеродных слоев на титане и сплавах. 